# Тирания большинства
«Тирания большинства» (или «тирания масс») — выражение, используемое в дискуссиях о демократических системах и праве большинства, означающее критику модели, в которой решения, принимающиеся большинством сообщества, ставят интересы большинства выше интересов отдельного человека, что равнозначно тираническому или деспотическому угнетению.
Обычными способами устранения имеющейся проблемы являются ограничения на решения, которые могут быть приняты большинством — ограничение полномочий парламента конституцией и использование билля о правах в парламентской системе. Также для предупреждения подобных ситуаций в государственной системе используется разделение властей.

## Определение
В классической и эллинистической Греции для определения искажённой демократии использовался термин «охлократия» («власть толпы»), поскольку под тиранией понималась абсолютная монархия.
Выражение «тирания большинства» было впервые использовано Алексисом де Токвилем в книге «Демократия в Америке» в названии одной из глав (1835, 1840), а в дальнейшем было популяризовано Джоном Стюартом Миллем, цитировавшим Токвиля в своей работе «О свободе» (1859); на эту концепцию часто ссылаются авторы «Записок Федералиста» Джеймс Мэдисон, Джон Джей и Александр Гамильтон, используя название «насилие большинства» (англ. the violence of majority faction) — в частности, идея тирании большинства наиболее подробно разбирается Джеймсом Мэдисоном в 10-й статье «Записок Федералиста».
Также это определение использовал лорд Актон:
«Самым распространенным злом демократии является тирания большинства, или, вернее, партии большинства, которая при помощи силы или обмана манипулирует избирательным процессом»— О «Демократии в Европе» сэра Эрскайна Мэя, 1878
Эта концепция как таковая часто рассматривалась Фридрихом Ницше: в частности, она отчётливо прослеживается в работе «Человеческое, слишком человеческое» (1879). Айн Рэнд, философ-объективист и романистка, высказывалась против тирании большинства, утверждая, что права личности не регулируются общественным голосованием, и что политическая функция правопорядка заключается именно в защите меньшинств от угнетения большинства (и что самое немногочисленное меньшинство на Земле — индивид). Подобные аргументы приводили и многие другие индивидуалистические философские течения: например, австрийская школа и, в частности, либертарианство.
В 1994, адвокат и исследователь права Лани Гиньер использовала это выражение как заголовок для сборника статей о судебной практике.

## Теория общественного выбора
Мнение о том, что в демократии наибольшей проблемой является та, что большинство будет тиранить и использовать разнообразные интересы меньшинства, подверглось критике со стороны Мансура Олсона в его работе «Логика коллективных действий», в которой утверждалось, напротив, что именно тесным и хорошо организованным меньшинствам более свойственно утверждать свои интересы над интересами большинства. Олсон утверждает, что когда выгоды от политических действий (например, от лоббирования) распространяются на меньшее число агентов, то стимул принять участие в этой политической деятельности будет намного большим. Тесные группы, особенно те, кто может предоставить вознаграждение за активное участие в достижении групповых целей, именно поэтому и оказываются способны доминировать или искажать политический процесс, изучаемый в теории общественного выбора.

## Обмен голосами
Критики теории общественного выбора указывают на то, что обмен голосами, также известный как логроллинг (англ. logrolling), может защитить интересы меньшинств от тирании большинства в демократических представительных органах, таких как законодательные. Прямая демократия, вроде предложений к голосованию в масштабе штата, не может предложить такую защиту.

## Параллельное большинство
Американский политик Джон К. Кэлхун разработал теорию параллельного большинства для решения проблемы тирании большинства. В ней говорится, что значимые решения принимаются не просто за счёт численного перевеса, но требуют соглашения или признания со стороны лично заинтересованных в этом общественных групп, каждая из которых имеет возможность блокировать федеральные законы, в случае опасений, что эти законы будут серьёзно ущемлять их права.
То есть, это делегитимизация временных союзов, имеющих большинство ради совершения насилия над значительным меньшинством. Эта доктрина — одно из предложенных ограничений демократии для предотвращения возможности тирании.